# Ray Bethell
 (mai 2025).
Pour les articles homonymes, voir Bethell.
Raymond Bethell, dit Ray Bethell (né le 1er mars 1928 et mort le 18 décembre 2018), est un cerf-voliste acrobatique canadien, reconnu mondialement pour sa capacité à piloter simultanément plusieurs cerfs-volants avec une précision exceptionnelle.

## Biographie
Né à Salisbury, en Angleterre, Ray Bethell était caporal dans l'armée britannique et a servi en France et au Moyen-Orient à la fin des années 1940.
Bethell arrive à Vancouver, au Canada, en 1956, avec sa femme Leslie et leurs deux enfants aînés. Il y mène une carrière de mécanicien chez Canada Packers, où il restait après le travail pour poursuivre son autre passion, le jardinage sur le terrain de l'entreprise. Il est aussi bûcheron.
À la soixantaine, il est atteint de surdité post-virale, situation qui le laisse en colère et déprimé, jusqu'à ce qu’il croise dans un parc un groupe d’enfants atteints d’un cancer en phase terminale.

## Carrière de cerf-voliste
Il découvre le cerf-volant dans les années 1980, en vacances avec sa femme Leslie à Hawaï. Il révolutionne ensuite le monde du vol multi-cerfs-volants, en faisant voler simultanément un cerf-volant dans chaque main avec un autre attaché autour de sa taille. Devenu une figure emblématique du vol acrobatique en équipe solo, il était capable de contrôler simultanément un cerf-volant dans chaque main, ainsi qu’un troisième attaché à sa taille.
À partir de 1991, Ray Bethell parcourt le monde pour participer à des festivals internationaux, notamment à Berck, Dieppe, Tokyo, Bondi Beach ou Long Beach. Il détient plusieurs records du monde d’endurance en vol synchronisé, bien qu’ils ne soient pas tous officiellement homologués. À Long Beach, il a obtenu le record du monde d’endurance de cerf-volant en en faisant voler trois pendant 12 heures et 12 minutes d’affilée.
En 1995, il obtient un score parfait de 100 % lors d’une compétition internationale en Australie, performance qu’il réitère en 2004 à South Padre Island, au Texas.
Atteint de surdité, Bethell est souvent salué à la fin de ses démonstrations par des spectateurs agitant les bras en guise d’applaudissements.

## Héritage et hommages
En 2005, il est le sujet du court métrage documentaire Good Stuff, réalisé par Matt Nie à la Vancouver Film School, qui remporte le premier prix au Tribeca Film Festival.
En janvier 2006, une campagne internationale est lancée pour financer un banc commémoratif à son lieu de vol habituel, au parc Vanier à Vancouver. Le banc est inauguré en octobre 2006.
En 2011, Ray Bethell est fait citoyen d’honneur de la ville de Berck-sur-Mer. En 2025, la 38e édition des Rencontres internationales de cerfs-volants de Berck lui rend hommage à travers une exposition et des démonstrations inspirées de sa technique.